# Lorenzo Fago
Pour les articles homonymes, voir Fago.
Lorenzo Fago (né le 13 août 1704 à Naples, mort le 30 avril 1793 à Naples) est un compositeur, organiste et pédagogue italien.

## Biographie
Lorenzo Fago est le fils aîné de Nicola Fago, également compositeur et professeur de musique, et de Catherine Grimaldi. Bien qu'il soit né à Naples; Lorenzo a été surnommé comme son père il Tarantino. Après des études au Conservatoire de la Pietà dei Turchini, où son père enseignait, Lorenzo est devenu organiste de la Chapelle du Trésor de la cathédrale de Naples. Le 26 juin 1731, Lorenzo Fago a succédé à son père à la direction de la chapelle de la cathédrale de Naples. Le 26 juillet 1736, il s'est mariée avec Angela Albina Gleinod. En 1737, il a été nommé second maître à la Pietà dei Turchini, d'abord comme assistant de son père jusqu'en 1740, année où ce dernier a pris sa retraite du Conservatoire. Plus tard,  Lorenzo est devenu l'assistant de Leonardo Leo jusqu'à la mort de ce dernier, qui a eu lieu le 1er novembre 1744. Lorenzo est alors devenu primo maestro de la célèbre école napolitaine, poste qu'il a occupé jusqu'à sa retraite en janvier 1793. 
Il est l'auteur d'une production d'opéra sacré et de musique de chambre. À la différence de son père, l'activité de compositeur de Lorenzo Fago est négligeable par rapport à son activité d'enseignant. Elle se limite à une seule composition dramatique et à un petit nombre de cantates et œuvres sacrées.
Parmi les enfants de Lorenzo, on peut citer Pasquale Fago (it), qui, comme son père et son grand-père, a choisi de travailler comme compositeur.
Lorenzo a eu comme élèves Pasquale Cafaro et Antonio Boroni.